# Bombă

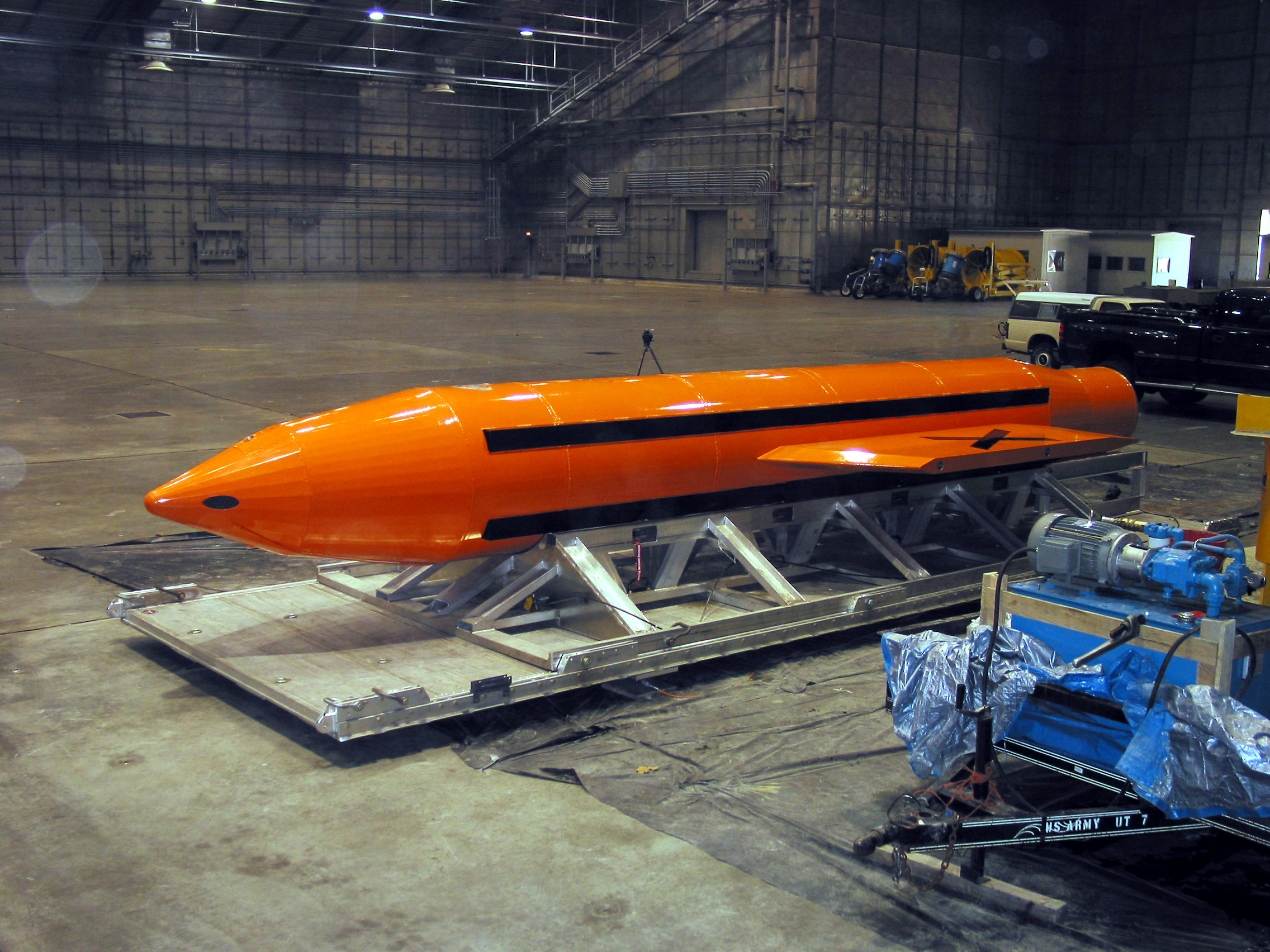
Massive Ordnance Air Blast (MOAB)

O bombă este un dispozitiv exploziv, care generează și eliberează energie foarte rapid, provocând astfel distrugeri și, în general, și pagube. Distrugeri utile, produse de explozive, pot fi de exemplu cele de la lucrările miniere sau de la demolarea unor construcții învechite etc.